# Галимберти, Луиджи
Луиджи Галимберти (итал. Luigi Galimberti; 26 апреля 1836, Рим, Папская область — 7 мая 1896, там же) — итальянский кардинал, папский дипломат, богослов и доктор обоих прав. Секретарь Священной Конгрегации по чрезвычайным церковным делам с 28 июня 1886 по 23 мая 1887. Титулярный архиепископ Никеи с 23 мая 1887 по 16 января 1893. Апостольский нунций в Австро-Венгрии с 23 мая 1887 по 16 января 1893. Архивариус Святой Римской Церкви 25 июня 1894 по 7 апреля 1896. Кардинал-священник с 16 января 1893, с титулом церкви Санти-Нерео-эд-Акиллео с 15 июня 1893.

## Ранние годы, образование и священство
Родился Луиджи Галимберти 26 апреля 1835 года, в Риме. Его отец был муниципальным служащим.
Окончил Римскую духовную семинарию, (докторантура в философии, 28 декабря 1854 года, в теологии, 9 сентября 1858 года, и обоих прав, как канонического, так и гражданского права, 11 сентября 1861 года). 
После рукоположения в священники 18 декабря 1858 года, в Риме, продолжил учёбу. В 1861—1878 — профессор богословия в Collegio Urbano de Propaganda Fide. Редактировал «Journal de Rome» (1881) и «Moniteur de Rome».
Позднее каноник римского Собора Святого Иоанна Крестителя на Латеранском холме и Собора Святого Петра в Ватикане. Придворный прелат Его Святейшества и апостольский протонотарий.
28 июня 1886 года был назначен секретарём Священной Конгрегации по чрезвычайным церковным делам.
Принимал деятельное участие в переговорах, увенчавшихся прекращением «культурной борьбы» в Пруссии, в Берлине, в 1887 году. Вёл трудные переговоры с представителями правительства Германской империи во главе с канцлером Отто фон Бисмарком во время жёсткой борьбы за установление государственного контроля там над Римско-католической церковью.

## Епископ
23 мая 1887 года назначен титулярным архиепископом Никеи и апостольским нунцием в Австро-Венгрии, при императорском дворе в Вене. Епископскую ординацию осуществил архиепископ Вены бенедиктинец кардинал Целестин Йозеф Гангльбауэр, которому помогали соконсекраторы: Эдуард Анжерер — титулярный епископ Алали и Антон Йозеф Груша — титулярный епископ Карре, 5 июня 1887 года в кафедральном соборе Святого Стефана, в Вене.

## Кардинал
Возведён в сан кардинала-священника на консистории от 16 января 1893 года, получил красную шляпу и титулом церкви Санти-Нерео-эд-Акиллео 15 июня 1893 года. 
Назначен архивариусом Святой Римской Церкви 25 июня 1894 года, занимал этот пост до своей смерти 7 мая 1896 года. 
Скончался 7 мая 1896 года, в Риме. тело было выставлено для прощания в церкви Сан-Лоренцо-ин-Лучина и похоронен в капелле Священной Конгрегации Пропаганды Веры, кладбище Кампо-Верано, в Риме.

## Награды
Кавалер большого креста королевского венгерского ордена Святого Стефана.